# Lamborghini Countach
Lamborghini Countach произн. «Countach»о файле — суперкар, выпускавшийся компанией Lamborghini с 1974 по 1990 год. Всего было произведено 1997 автомобилей этой модели.
Слово countach [ˈkun.tɑʃ] — удивлённый возглас, использующийся мужчинами при виде очень красивой женщины на пьемонтском диалекте итальянского языка.
Это имя закрепилось за автомобилем после того, как Нуччо Бертоне увидел Проект 112 (рабочее название модели) в своей студии. В 1971 году на автошоу в Женеве прототип был показан именно под этим именем, хотя по традиции компания Ламборгини даёт своим моделям названия, связанные с корридой.

## Дизайн

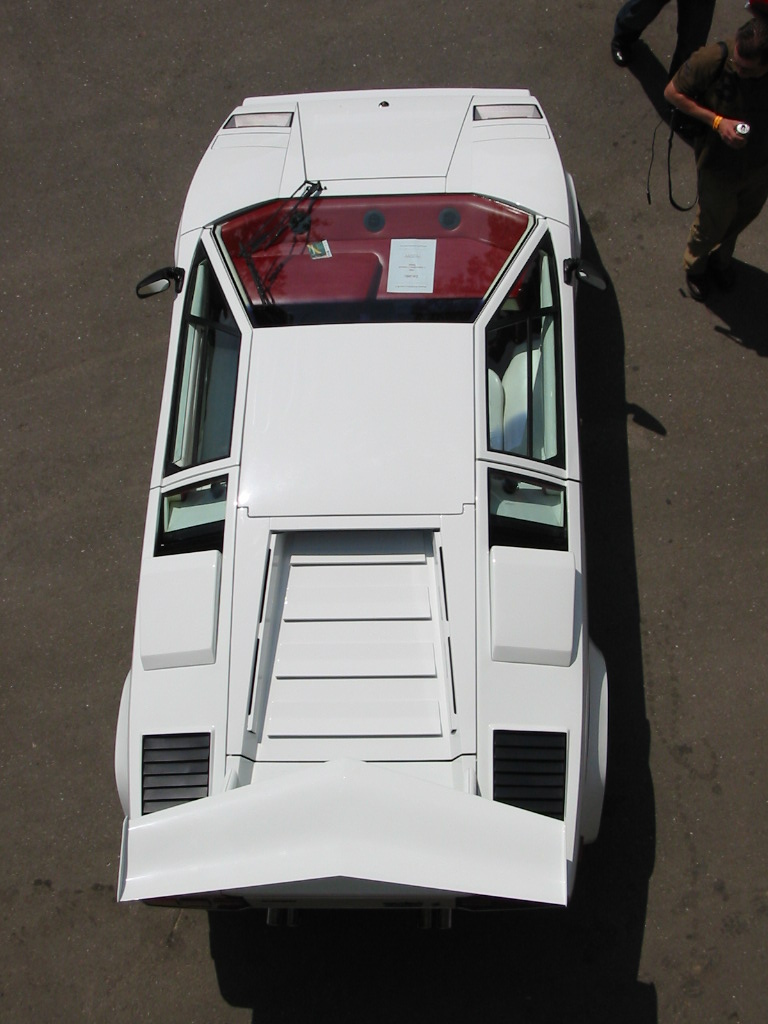
Lamborghini Countach (вид сверху)

Дизайн автомобиля разрабатывал Марчелло Гандини (студия Bertone), он же ранее разрабатывал дизайн Miura. В те годы Гандини был молодым и не очень опытным дизайнером. Он мало ориентировался в эргономике автомобиля, и оригинальный дизайн Countach — это его представление автомобиля, практически не искажённое правилами и традициями автомобилестроения. Автомобиль по форме получился угловатым, широким и низким. Фактически корпус состоял из множества трапециевидных плоскостей. Хотя в автомобиле и присутствовали плавные линии, они не смягчали внешней угловатости.
Двери автомобиля, своеобразная визитная карточка Countach, а впоследствии и других моделей Ламборгини, были гильотинного типа («двери-ножницы», англ. scissor-doors) — для открытия дверь поднималась и отталкивалась вперёд. Хотя это и оказалось интересным дизайнерским решением, в первую очередь это было сделано из-за большой ширины автомобиля: стандартные двери в данном случае были бы весьма неудобны.
Несмотря на обтекаемый корпус, аэродинамические характеристики автомобиля были довольно низкими.

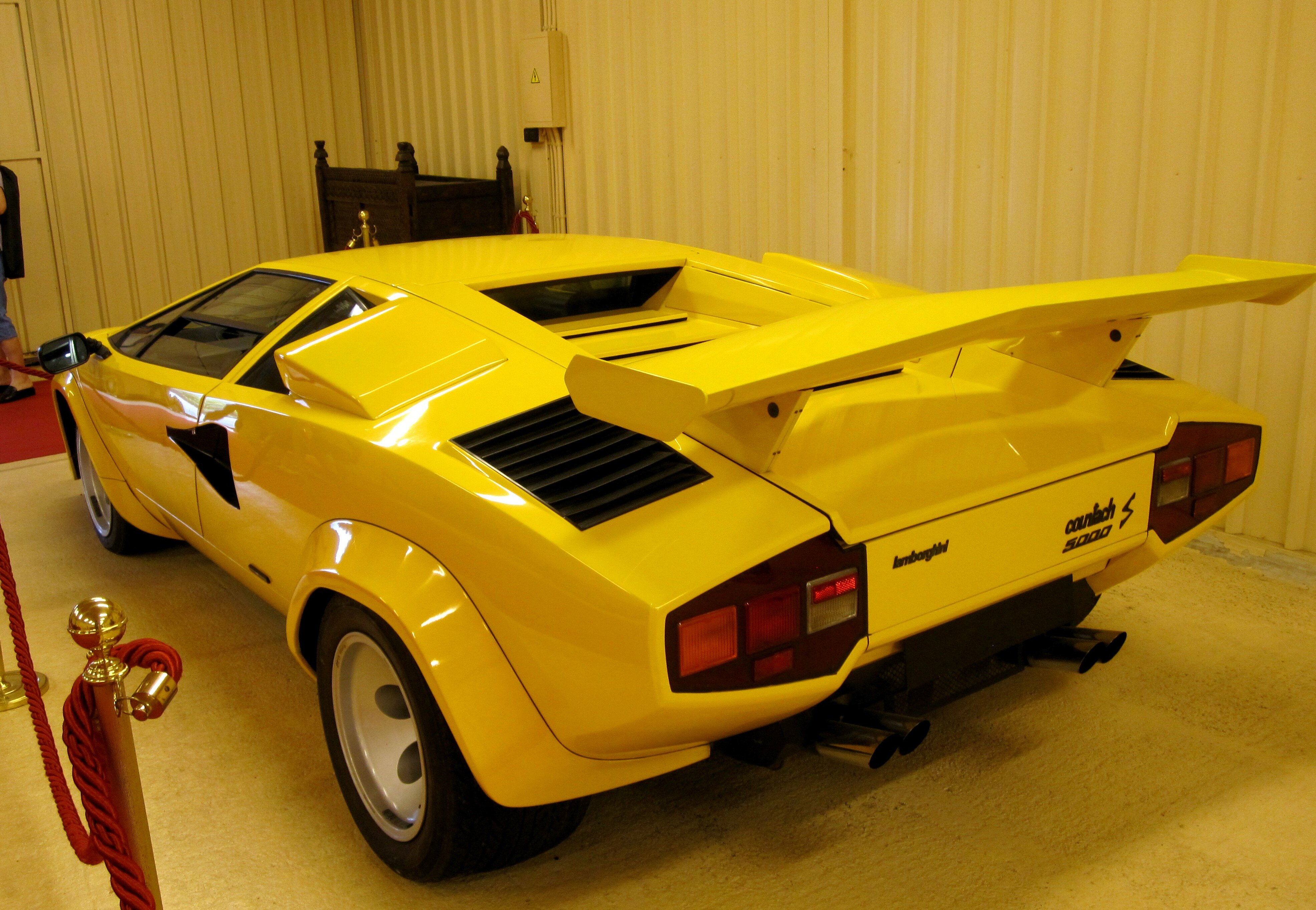
Вид сзади

Оригинальный дизайн прототипа изменялся для соответствия требованиям аэродинамики, эргономики, удобства управления и с целью соответствия проектным требованиям. Эти изменения начались с первой серийной версии автомобиля, когда выяснилось, что требуются дополнительные вентиляционные отверстия для охлаждения двигателя. Как результат, на дверях и задних крыльях автомобиля появились воздухозаборники с малым динамическим сопротивлением. Также на внешний вид автомобиля сильно повлияли спойлеры, крышки карбюраторов, бампера, а также другие конструкционные изменения.
Внешний вид Countach стал образцом дизайна высшего уровня практически для всех, кроме конструкторов автомобилей. Выдающиеся характеристики последовавших моделей Ламборгини (как Diablo, так и Murciélago) — результат работы инженеров, но эти модели уже не имели столь оригинального и вызывающего внешнего вида, который был у Countach.

## Модельный ряд Countach

### Прототип LP500
Единственный экземпляр этого автомобиля, выкрашенный в ярко-жёлтый цвет, был показан на моторшоу в Женеве в 1971 году. Корпус автомобиля был сделан из пористого алюминия, в серийных автомобилях от этого материала, как и от некоторых других дизайнерских решений, отказались. Автомобиль планировалось оснастить двигателем объёмом 5 литров. Однако оригинальный прототип, сделанный по дизайну Марчелло Гандини, не был пригоден для создания серийного автомобиля, в основном по причине плохого охлаждения двигателя.
Автомобиль не сохранился до наших дней — он был уничтожен во время краш-теста для получения Европейского сертификата безопасности (и это несмотря на то, что автомобиль не являлся серийным).

### LP400
Первый серийный автомобиль с четырёхлитровым двигателем стал доступен для покупателей с 1974 по 78 год. Внешне автомобиль отличался от последних модификаций своего прототипа, в основном из-за задних фонарей, которые были заменены на стандартные, вместо футуристических, стоявших на прототипе. Дизайн автомобиля стал менее агрессивным, в том числе и из-за дополнительных воздухозаборников и вентиляционных отверстий для предотвращения перегрева двигателя. Но, тем не менее, автомобиль не потерял свою оригинальную обтекаемую форму.
Было создано 157 автомобилей этой модификации.

### LP400S
В 1978 году была анонсирована обновленная модель LP400S работы инженера Джампаоло Даллара. Хотя некоторые изменения были внесены в двигатель, основным коррективами подвергся внешний вид автомобиля. Шины были заменены на более широкие Pirelli P7, колёсные арки стали шире. Дополнительно к автомобилю можно было приобрести V-образное антикрыло, которое повышало управляемость автомобилем на высоких скоростях за счет увеличения прижимной силы, но в то же время уменьшало максимальную скорость автомобиля, как минимум на 15 км/ч, поскольку автомобиль получил дополнительные 50 кг веса.
Технически автомобиль стал лучше благодаря модификациям двигателя и более широким колёсам — значительно увеличилась устойчивость автомобиля на поворотах. Касательно эстетических изменений мнения разделились — кому-то нравятся обтекаемые линии оригинальной серийной модели, кому-то более агрессивный внешний вид модификации LP400S.
За всё время выпуска (до 82 года) было собрано 237 автомобилей этой модификации.

### LP500S
В 1982 году появилась модификация Countach с более мощным двигателем V12 объёмом 4754 см³ — LP500S (в США эта модификация называется LP5000S, не следует путать с 5000QV). Внешне автомобиль значительно не изменился, но потолок был приподнят на 30 мм, чтобы увеличить объём салона.
Всего был выпущен 321 автомобиль этой модификации до 1985 года.

### 5000QV
В 1985 году двигатель автомобиля был серьёзно модифицирован. Двигатель V12 объёмом 5167 см³ уже имел по 4 клапана на цилиндр (итал. quattrovalvole). Общая мощность 48-клапанного двигателя составляла 455 л. с. Карбюраторы были размещены над двигателем (до этого они располагались по бокам) — для улучшения забора воздуха. С другой стороны, из-за этого изменения плохая задняя обзорность стала практически нулевой. В более поздних моделях карбюраторы заменялись инжектором. Некоторые элементы кузова были заменены кевларовыми. Выпуск продолжался до 1988 года.

### 25th Anniversary Countach
В 1988 году к 25-летнему юбилею компании была выпущена новая модификация Countach. С технической стороны она практически не отличается от 5000QV, основные отличия были сделаны во внешнем виде. Проблемы с охлаждением тормозов были решены за счет установки воздухозаборников в переднем спойлере, по бокам и на крышке моторного отсека. Кроме того, Chrysler, купивший Lamborghini, добавил в комплектацию электрические стеклоподъёмники и регулировку кресел и активно использовал углепластик в изготовлении бамперов и обвеса. До 1990 года, когда модель была снята с производства (заменена на новую модель — Lamborghini Diablo), было выпущено 650 «юбилейных» автомобилей.